# Знаме на Мира
Знамето на Мира и неговата емблема са официалните символи на Международния договор за защита на културните ценности, станал известен с името на неговия руски инициатор Николай Рьорих, като Пакт „Рьорих“.
Инициираната в България Международна детска асамблея „Знаме на мира“ носи името на флага. Измежду подкрепящите мирното движение личат имената на Рабиндранат Тагор и Сарвепали Радхакришнан, Ромен Ролан и Бърнард Шоу, Алберт Айнщайн и Хърбърт Уелс, Френската академия на науките и председателят на Международния трибунал в Хага Адачи.'
| „ | Чинтамани – древната представа на Индия за щастието на света – съдържа в себе си този знак. В Храма на Небето в Китай вие ще намерите същото изображение. Тибетските „Три съкровища“ говорят за същото. На знаменитата картина на Мемлинг на гърдите на Христос ясно се вижда същия знак. Има го и на изображението на Страсбургската Мадона. Същият знак го има на щитовете на кръстоносците и на гербовете на тамплиерите. Гурда, знаменитите кавказки кинжали носят върху себе си същия знак. Нима не го различаваме във философските символи? Той е на изображенията на Хесар–хан и Ригден – Джапо. Той е и на Тамгата на Тамерлан. Той е бил и на Папския герб. Той може да бъде открит и на старинните испански картини, и на картините на Тициан. Той е и на старинната икона Св. Николай в Бари. Същият знак е и на старинното изображение на Преподобния Сергий. Той е и на избраженията на Св. Троица. Той е и на герба на Самарканд. Знакът то има и в Етиопия и върху Коптските древни останки. Той е и на скалите в Монголия. Той е и на тибетските пръстени. Конят на щастието на Хималайските планиннски превали носи същия знак, сияещ в пламък. Той е на нагръдните фибули на Лахул, Ладак и всички Хималайски планини. Той е и на Будистките знамена. Следвайки дълбините на неолита, ние намираме при орнаментите в грънчарството същия знак. Н. К. Рьорих: Листи от дневниците, МЦР, 1995 г. Т2. 24 май 1939 г. | “ |